# Île à Vache
Die Île à Vache (haitianisch-kreolisch: Lilavach) ist eine Insel Haitis zehn Kilometer vor der Südküste bei der Gemeinde Les Cayes im Karibischen Meer.

## Geographie
Die Insel ist knapp 18 km lang, bis 4,8 km breit, hat eine Fläche von 52 km² und gehört zum Département Sud. Die Landesnatur ist abwechslungsreich tropisch. Die Insel-Westseite ist hügelig, höchste Erhebung 150 m, mit vereinzelten Sümpfen in den Niederungen. Die Ostseite ist sumpfig mit dem größten Mangrovenwald Haitis und einer durch das vorgelagerte Korallenriff gebildeten Lagune.

## Bevölkerung
Die etwa 15.000 Einheimischen sind zum größten Teil Nachfahren von durch Spanier und Franzosen aus Afrika importierten Sklaven. Die religiöse Ausrichtung ist oft eine Symbiose christlicher und Voodoo-Traditionen. Für Touristen gibt es zwei Resorts.

## Verwaltung
Die Île à Vache bildet eine Gemeinde im Arrondissement Les Cayes des Départements Sud (Süd) von Haiti. Sie wird nicht weiter in sections communales untergliedert. Hauptort ist Ville de l’Île-à-Vache.

## Geschichte
Der indianische Name der Insel lautet Abaca. Die spanischen Eroberer nannten sie Isla Vaca (Kuhinsel).
Im 17. Jahrhundert war die Insel eine Basis für die Freibeuter Henry Morgan und Laurent de Graff.
Während des Amerikanischen Bürgerkrieges bot der Inselbesitzer Bernard Kock die Ansiedlung freigelassener Sklaven aus den Vereinigten Staaten an. Trotz Unterstützung durch Abraham Lincoln scheiterte das Vorhaben binnen kurzer Zeit.